# The Wall Invisible
The Wall Invisible è un cortometraggio muto del 1918 diretto da Bernard J. Durning che aveva come assistente un giovane William A. Wellman che, in seguito, diventerà un famoso regista. Prodotto dalla Edison, il film aveva come interpreti Wanda Hawley, Shirley Mason, Matt Moore, Frank O'Connor, T. Tamamoto.

## Produzione
Il film fu prodotto dalla Edison Company.

## Distribuzione
Il film - un cortometraggio in una bobina - uscì nelle sale cinematografiche degli Stati Uniti il 6 aprile 1918.